# Strictly Ballroom
Strictly Ballroom es una película de 1992 de comedia romántica dirigida y coescrita por Baz Luhrmann y producida por M&A Productions. La película está basada en la obra desarrollada por Luhrmann y otros mientras él estaba estudiando en el Instituto Nacional de Artes Dramáticas en Sídney a mitad de 1980.

## Sinopsis
Un bailarín disidente arriesga su carrera al hacer una rutina poco común y se dispone a triunfar con una nueva pareja.

## Elenco
- Paul Mercurio: Scott Hastings.
- Tara Morice: Fran.
- Bill Hunter: Barry Fife.
- Lauren Hewett: Kylie Hastings.
- Pat Thomson: Shirley Hastings.
- Gia Carides: Liz Holt.
- Peter Whitford: Les Kendall.
- Barry Otto: Doug Hastings.
- John Hannan: Ken Railings.
- Kerry Shrimpton: Pam Short.
- Kris McQuade: Charm Leachman.
- Sonia Kruger: Tina Sparkle.
- Todd McKenney: Nathan Starkey.
- Pip Mushin: Wayne Burns.
- Steve Grace: Luke.